# Herbert William Conn
Herbert William Conn (Fitchburg, 10 gennaio 1859 – Middletown, 18 aprile 1917) è stato un batteriologo e educatore statunitense.

## Biografia
Durante la sua giovinezza contrasse la febbre reumatica e, proprio a causa della sua salute cagionevole, si dovette ritirare dalla scuola pubblica. Ricevette quindi la sua educazione alla Cushing Academy, una scuola privata ad Ashburnham in Massachusetts, e successivamente si immatricolò alla Boston University, laureandosi nel 1881. Entrò quindi nella scuola di specializzazione della Johns Hopkins University, ricevendo nel 1884 un Ph.D. in morfologia, fisiologia ed istologia animale, con una tesi intitolata "Storia della vita del Thalassema" per la quale ricevette il Premio Walker dalla Società di Storia Naturale di Boston.
Nell'agosto del 1885 si sposò con Julia M. Joel da cui ebbe due figli.
Dopo la specializzazione, si unì allo staff della Wesleyan University come istruttore di biologia prima, e diventando successivamente fondatore e professore del dipartimento di biologia nel 1887, a cui rimase a capo per tutto il resto della sua carriera.
Lo stesso anno venne nominato direttore del dipartimento di zoologia del Marth Vineyard Summer Institute. 
Dal 1889 al 1890 insegnò biologia al Trinity College, e dal 1890 al 1897 fu direttore del Laboratorio di biologia al Cold Spring College.
Dal Dicembre 1898 collaborò a fondare la Società Americana di Microbiologia; ricoprendo per tre anni la carica di segretario e, nel 1902, quella di presidente.
Nel 1901 divenne insegnante di batteriologia al Connecticut Agricultural College.
Nel 1905, venne scelto come batteriologo dello Stato del Connecticut, e aiutò a fondare e dirigere il Laboratorio batteriologico di Stato.
Nel marzo 1911, il Consiglio del latte di New York lo elesse membro della Commissione Nazionale per lo Standard del Latte.
Durante la sua carriera, ha pubblicato più di 150 articoli, e alcuni testi scolastici.
È famoso per aver scoperto che la febbre tifoide può essere contratta dalle ostriche  e fu uno specialista della batteriologia dei latticini.
Fu inoltre un sostenitore dell'economia domestica e il suo libro "Batteri, lieviti e muffe nell'ambiente domestico" divenne infatti un testo standard nell'insegnamento di questa materia.

## Opere
- Life history of Thalassema (1886)
- Evolution of to-day[6] (1886)
- The living world[6] (1891)
- Some uses of bacteria (1892)
- The story of germ life[6] (1897)
- The story of the living machine[6] (1899)
- The method of evolution[6] (1900)
- An elementary physiology and hygiene for use in schools[6] (1902)
- Bacteria in milk and its products (1903)
- Introductory physiology and hygiene: for use in primary grades (1904)
- The Camembert type of soft cheese in the United States (1905)
- Agricultural bacteriology: a study of the relation of germ life to the farm, with laboratory experiments for students (1909)
- Bacteria, yeasts, and moulds in the home[8] (1912)
- Biology: an introductory study for use in colleges (1912)
- Practical dairy bacteriology: prepared for the use of students, dairymen, and all interested in the problems of the relation of milk to public health (1914)
- Social heredity and social evolution (1914)

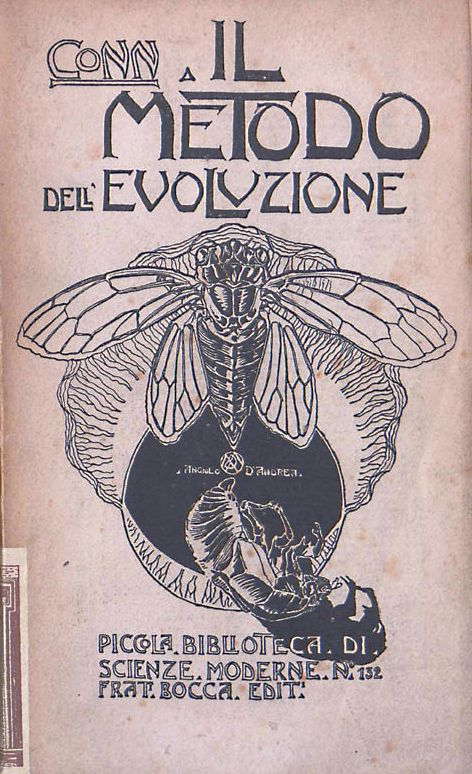
Il metodo dell'evoluzione, 1907

- Physiology and health (1916)

### Edizioni
- Il metodo dell'evoluzione, Torino, Fratelli Bocca, 1907.